# Área salvaje Selway-Bitterroot
El área salvaje Selway-Bitterroot (del inglés: Selway-Bitterroot Wilderness) es un área salvaje protegida en los estados de Idaho y Montana, en el noroeste de Estados Unidos.
Con  5424 km², es una de las mayores áreas salvajes designadas en los Estados Unidos (14.ª total y la 3.ª más grande fuera de Alaska). Se extiende por la cordillera Bitterroot, en la frontera entre Idaho y Montana. Comprende partes de los bosques nacionales Bitterroot, Clearwater, bosque nacional Lolo y bosque nacional Nez Perce.
Es aquí donde se forman los ríos Lochsa y Selway y fluyen hacia el oeste hasta su confluencia en Lowell (fuera del área salvaje a lo largo de la U.S. Route 12 ) para formar el Middle Fork del río Clearwater.
Una de las manadas de alces más grandes en los Estados Unidos habita en esta zona, y también cuenta con una población sana de borrego cimarrón. Este paisaje es una de las áreas que están siendo utilizadas para reintroducir a la vida salvaje el lobo gris.